# Pandolfina (Sambuca di Sicilia)
Pandolfina è una contrada nota come masseria nel comune di Sambuca di Sicilia, in provincia di Agrigento.

## Storia
Guglielmo Peralta nel 1397 ca. la concedeva in feudo alla famiglia Perollo di Sciacca con titolo di baronia dove nel secolo XV vi edificarono una torre ancora esistente; da questi nella metà del secolo XVII passò in matrimonio alla famiglia Monroy che ne ebbe il privilegio di costruirvi una terra e di godervi il mero e misto impero, ottenendovi il titolo di principe nel 1733. 

A questa famiglia rimase fino all’eversione della feudalità e i suoi eredi ne portano ancora il titolo.